# 문제
문제(問題)는 사람을 생각하게 하거나 할 수 있게 되는 일이나 종류 따위이다. 또한 표준국어대사전에서는 다음과 같이 정의하고 있다.
1. 해답을 요구하는 물음.
2. 논의, 연구 따위의 대상이 되는 것.
3. 해결하기 어렵거나 난처한 대상. 또는 그런 일.
4. 귀찮은 일이나 말썽.
5. 어떤 사물과 관련되는 일.

## 같이 보기
- 문제 해결
- 물음
- 걱정
- 발견법
- 이슈
- 사회화